# Star Wars - Il futuro è realtà
Star Wars - Il futuro è realtà (Science of Star Wars) è una miniserie documentaristica per la TV del 2005 trasmessa da Discovery Channel. La serie è diretta da Pierre de Lespinois e scritta da Peter Crabbe.
La serie presenta principalmente filmati d'archivio degli attori della trilogia originale e di quella prequel della saga di Guerre stellari.
La serie esplora e discute vari aspetti di Guerre stellari da una prospettiva scientifica. Confronta molte delle tecnologie di Guerre stellari e le loro somiglianze con il progresso e lo sviluppo tecnologico moderno.
La miniserie è divisa in tre episodi, ognuno per la discussione specifica di vari argomenti correlati.

## Trama
Esplora il mondo della tecnologia e degli androidi, mostrando l'impatto che queste scoperte potrebbero avere sulla vita di tutti i giorni, attraverso interviste a numerosi membri dell'Industrial Light & Magic e della Lucasfilm, ingegneri della NASA e inventori.

## Puntate

### 2.Cowboy Spaziali
- Titolo originale: Space Cowboys

### 3.Guerra, armi e la Forza
- Titolo originale: War, Weaponry and the Force